# Chrám svaté Barbory (Debř)
Chrám svaté velikomučednice Barbory v Mladé Boleslavi-Debři je poměrně prostá stavba s oddělenou barokní zvonicí. Původně se jedná o kapli kosmonoské římskokatolické farnosti spadající pod litoměřickou diecézi využívanou ve 21. století k bohoslužbám českou pravoslavnou církví. Nachází se na adrese Josefodolská 389, Mladá Boleslav-Debř.

## Dějiny
Kostel, původně raně gotický ze 13. století, byl ve 2. polovině 17. století barokně přestavěn. Vedle kostela stojí barokní zvonice z doby kolem roku 1700. Sakristie s pilastry přibyla roku 1770 v pozdně barokním slohu.

### Současnost
Od roku 2010 kostel využívá pravoslavná církev, která předtím sloužila v evangelickém kostele sv. Havla v Mladé Boleslavi. Duchovním správcem chrámu byl řadu let igumen Mgr. Stefan (Štefan) Kwoka. Toho od 1. července 2020 vystřídal protojerej. Bc. Ivan Makhanets. Pravidelné bohoslužby se konají od 9:00 hodin každou neděli a o svátcích.

## Zvonice

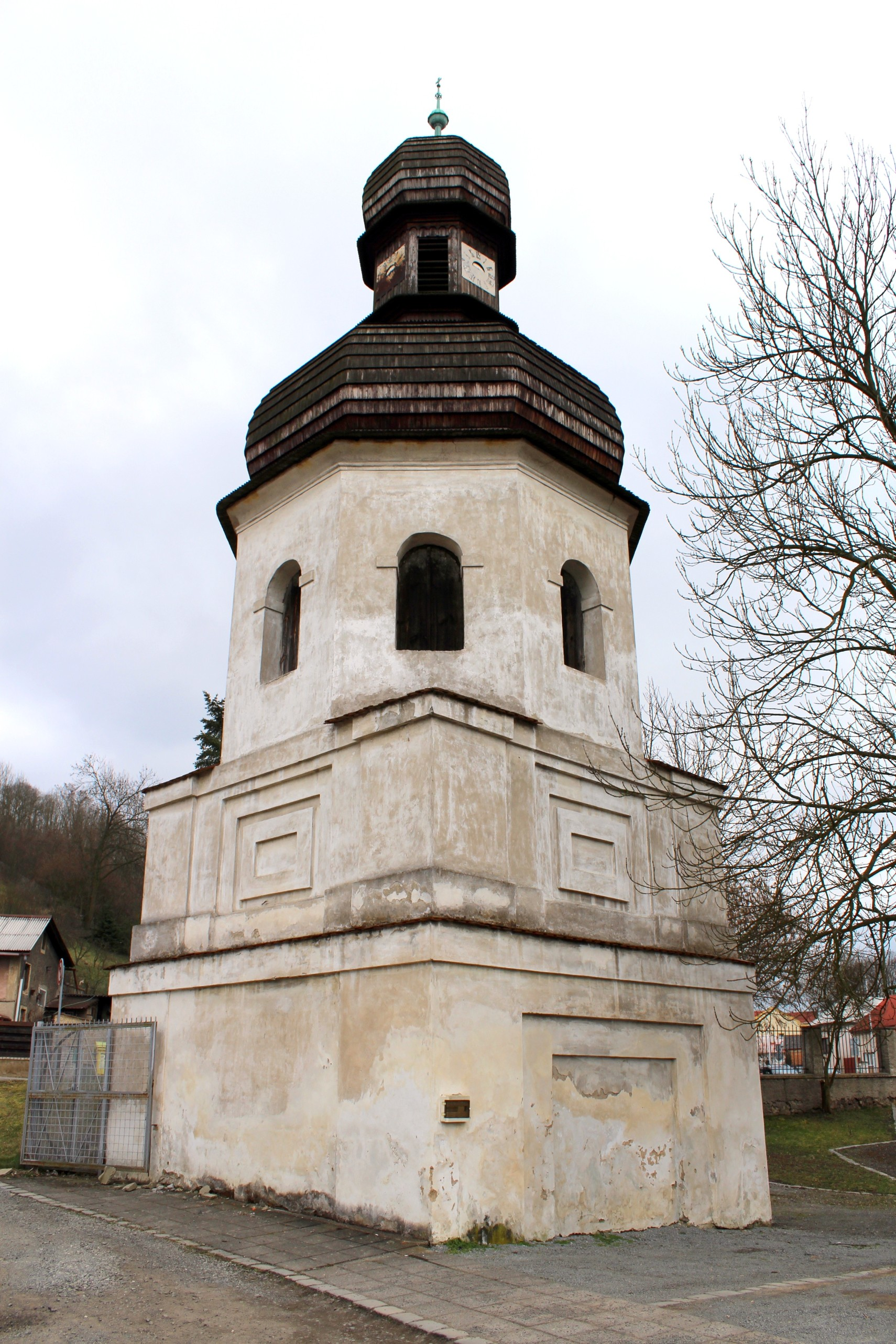
Barokní zvonice

Zděná čtyřboká barokní zvonice z doby kolem roku 1700 vedle chrámu svaté Barbory se nachází na místě někdejšího kostelního hřbitova a pravděpodobně nahradila starší dřevěnou zvonici. Zvonice s osmibokou zvonovou věží je zakončena cibulovou střechou a opatřena hodinami. Je možné, že se na stavbě zvonice podíleli italští architekti, kteří pracovali v Kosmonosích. V 70. letech 20. století zvonice prošla rekonstrukcí.
Ve zvonici je pozdně gotický zvon z roku 1503 od mistra Bartoloměje z Nového Města pražského. Podle soupisu památek z roku 1905 zde býval také renesanční zvon z roku 1573, dar od Fridricha Vančury z Řehnic, ten se však nedochoval. Zvonice byla na podzim roku 2024 opětovně rekonstruována. Rekonstrukce byla završena 18. prosince 2024 požehnáním věžní kopule.